# 哈斯高娃
哈斯高娃（1962年8月8日—），内蒙古赤峰人，中国大陆女演员。

## 生平
1962年出生于内蒙古赤峰，荣获2001年获第八届中国电影金凤凰奖表演学会奖。

## 影視作品

### 電影
- 1982年《重归锡尼河》
- 1985年《驼峰上的爱》
- 1987年《荒漠中的狮子》
- 1989年《婚礼上的刺客》
- 1991年《义重情深》
- 1993年《东归英雄传》
- 1994年《冼星海》
- 1997年《龙闯中原》、《金色的草原》
- 1999年《家在远方》
- 2000年《珠拉的故事》
- 2002年《嘎达梅林》
- 2004年《暖情》、《合同父子》
- 2006年《血脉》
- 2010年《圣地额济纳》
- 2011年《幸福家园》

### 電視劇
- 1988年《黄敬斋》
- 1993年《离别广岛的日子》
- 1995年《张学良将军》
- 1996年《总督张之洞》
- 1997年《红粉家事》
- 1998年《老旦是一棵树》
- 2000年《你的生命如此多情》、《别说我没良心》、《快嘴李翠莲》
- 2001年《中国乱世佳人》
- 2002年《铿锵玫瑰》
- 2003年《枣树湾》
- 2004年《军中红舞鞋》、《红粉世家》
- 2006年《迷网》、《誓言》
- 2007年《离婚官司》、《王昭君》
- 2008年《一颗颗眼泪都是爱》、《美丽的背后》
- 2009年《我从草原来》、《闯关东中篇》
- 2010年《生死依托》、《鄂尔多斯风暴》
- 2011年《牧马人》、《天降大任》
- 2012年《建元风云》、《山林中的雾》
- 2013年《正阳门下》
- 2014年《孩子回国了》
- 2020年《完美关系》